# Pikachurin
Pikachurin je nedávno objevený protein v mezibuněčné hmotě sítnice. Byl popsán v roce 2008 japonským kolektivem vědců a pojmenován podle Pikachua, populární animované postavy ze série Pokémon. Údajně bylo jméno inspirováno speciálními schopnostmi této postavičky, k nimž patří rychlé pohyby a schopnost udělovat elektrické šoky.
Vlastní protein se vyskytuje společně s dystrofinem a dystroglykanem, a to v tzv. ribbon synapsích světločivných buněk. Umožňuje specifické navázání mezi ribbon synapsí světločivných buněk a dendrity bipolárních buněk. Je zcela nezbytný pro spojení těchto výběžků a delece genu pro pikachurin způsobuje abnormální průběh elektroretinogramu. Pochopení funkce pikachurinu by mohlo vést k vyvinutí léků např. proti onemocnění retinitis pigmentosa.